# Lapuente
Lapuente (també coneguda com a Poblado Lapuente o Yaguarí) és una localitat de l'Uruguai, ubicada a l'est del departament de Rivera.
Es troba a 172 metres sobre el nivell del mar. Té una població aproximada de 315 habitants.